# Colonia Valle de Guadalupe, Guanajuato
Colonia Valle de Guadalupe är en ort i Mexiko.   Den ligger i kommunen San Luis de la Paz och delstaten Guanajuato, i den centrala delen av landet, 240 km nordväst om huvudstaden Mexico City. Colonia Valle de Guadalupe ligger 2 004 meter över havet och antalet invånare är 325.
Terrängen runt Colonia Valle de Guadalupe är platt åt sydväst, men åt nordost är den kuperad. Runt Colonia Valle de Guadalupe är det ganska tätbefolkat, med 80 invånare per kvadratkilometer. Närmaste större samhälle är San Luis de la Paz, 19,7 km norr om Colonia Valle de Guadalupe. Trakten runt Colonia Valle de Guadalupe består till största delen av jordbruksmark.